# Denilson Durán
Denilson Durán Zabala (Guayaramerín, 24 de marzo de 2003) es un futbolista boliviano. Juega como defensa en Blooming de la Primera División de Bolivia.

## Trayectoria

### Blooming
Debutó profesionalmente en el primer equipo de Blooming el 19 de abril de 2022, en compromiso válido por la décima jornada del Torneo Apertura de aquel año, en el empate 3-3 ante Jorge Wilstermann.

## Selección nacional

### Categorías inferiores
En 2023 fue a la llamado a la Selección de fútbol sub-20 de Bolivia para ser parte del equipo que disputó el Sudamericano Sub-20 de 2023 realizado en Colombia, disputando cuatro encuentros.
En 2024 fue nominado para jugar el Preolímpico Sub-2023 en Colombia, jugando tres encuentros.
| Torneo                      | Sede      | Resultado    | Partidos | Goles |
| --------------------------- | --------- | ------------ | -------- | ----- |
| Sudamericano Sub-20 de 2023 | Colombia  | Primera fase | 4        | 0     |
| Sudamericano Sub-23 de 2024 | Venezuela | Primera fase | 3        | 0     |
| Total                       | Total     | Total        | 7        | 0     |

### Selección absoluta
En 2023 recibió su primera convocatoria con la selección boliviana por Gustavo Costas para un amistoso ante Panamá, presenciando el encuentro en la banca de suplentes.
Su segunda convocatoria llegó de la mano de Antônio Carlos Zago en noviembre de 2023 para enfrentar a la selección del Perú en las eliminatorias al Mundial de 2026.

## Clubes
| Club     | País    | Año           |
| -------- | ------- | ------------- |
| Blooming | Bolivia | 2022-presente |